# Eupyrrhoglossum sagra
Eupyrrhoglossum sagra är en fjärilsart som beskrevs av Felipe Poey 1832. Eupyrrhoglossum sagra ingår i släktet Eupyrrhoglossum och familjen svärmare. Inga underarter finns listade i Catalogue of Life.

## Bildgalleri

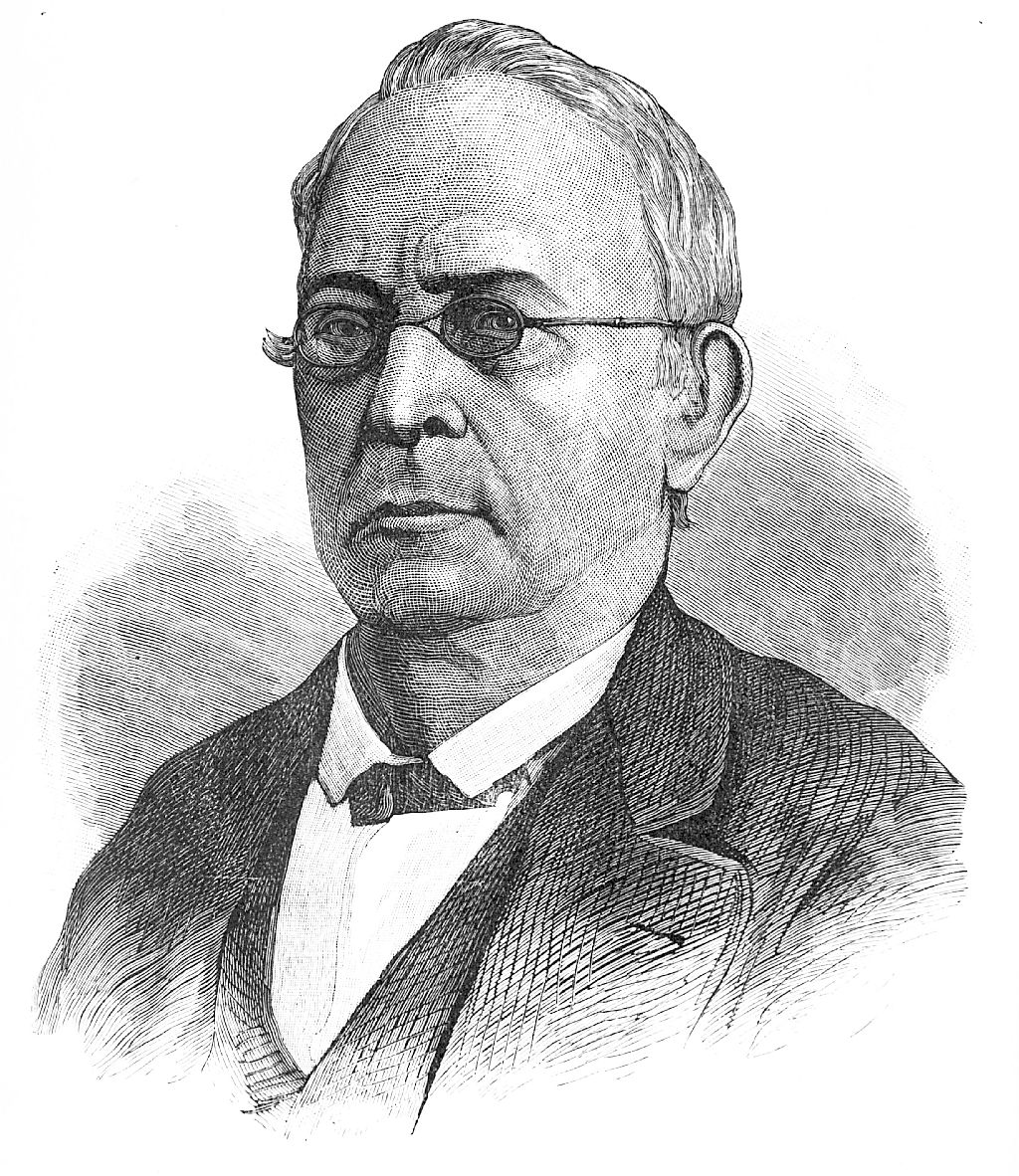